# みんなのうた
『みんなのうた』は、日本放送協会（NHK）が、テレビとラジオの各チャンネル（日本国外向けのチャンネルを含む）にて放送している、日本の5分間の音楽番組。テレビ版においてはアニメーションを主とした短編の映像作品番組。当初、モノクロ映像・モノラル音声だったが、映像は1971年4月1日にカラー放送となり、1996年からはハイビジョン制作が開始となった。音声は1981年4月4日から先ず総合テレビとFM放送でステレオ放送となり、その後教育テレビでも1990年10月1日にステレオ放送となった（AMラジオはモノラル放送のまま）。
新聞テレビ欄などでは、「みんなの歌」や「みんなの唄」などと表記される場合があるが、本来は「みんなのうた」と全て平仮名で表記するのが正しい。略称は「みんうた」。

## 概要
テレビ普及などのメディアの発達により、子供が歌謡曲やCMの真似をするようになったことを懸念し、子供に健全な歌を与えようと開始した番組である。同番組プロデューサーの関山幹人は、1960年代の初頭、高度経済成長期でテレビが普及し、流行歌が次々に誕生する中、「子供たちが口にするのは、美しく健康的な歌詞とメロディーのうたであってほしいという思いから、『みんなのうた』は誕生しました。」と語っている。
テレビ版・ラジオ版共に1961年（昭和36年）4月3日に放送開始される。最初に放送された楽曲は「おお牧場はみどり」。2021年（令和3年）4月には放送開始60周年を迎え、『おかあさんといっしょ』、『きょうの料理』、『きょうの健康』などと共にNHKを代表する長寿番組として広く親しまれている。これまでに約1500曲を超える歌が紹介、放送された。ちなみに番組のテーマ曲は何度か変更されたが、タイトルロゴは内幸町時代のスタート当時からほぼ変わっていない。
基本的に5分間の放送で約2分半の楽曲（番組オリジナルの楽曲、または『みんなのうた』用に編集された既存の楽曲）を2曲放送するが、1997年（平成9年）度からは、約5分弱の楽曲を1曲だけ放送するパターンが加わった。2017年（平成29年）度まで、新曲の放送枠は2系統あり、過去に放送した楽曲を再放送する枠も3系統ある。その他に、テキストでは紹介されないテレビ単独の再放送枠が3系統ある。新曲・再放送曲共に2か月ごとに差し替えられていく、一種のヘヴィー・ローテーションである。
放送枠は多数ある（詳しくは#放送時間などを参照）。5分間のミニ番組のため、緊急ニュースなどのプログラム変更で休止となることが多々ある。
番組開始当初から暫くはモノクロ映像・モノラル音声放送だったが、放送開始10周年の1971年（昭和46年）の4月1日に、NHK総合テレビではカラー放送が開始され（当時教育テレビでは放送されていない）、放送開始20周年となる1981年（昭和56年）4月4日の放送からは総合テレビとNHK-FMラジオにてステレオ放送が開始された（テレビ版では番組最後に一時フェードアウトされることもあった）。その後、NHK教育テレビの音声多重放送開始に伴い、1990年10月1日から同テレビでもステレオ化され、現在は、AMラジオ放送とNHKワールド・プレミアム、NHKワールド・ラジオ日本を除くすべてのメディアにてステレオで放送されている。
この番組からは「山口さんちのツトム君」、「サラマンドラ」、「切手のないおくりもの」、「ビューティフル・ネーム」、「一円玉の旅がらす」、「WAになっておどろう 〜イレ アイエ〜」、「おしりかじり虫」などといったヒット曲も生まれた。特に「山口さんちのツトム君」や「切手のないおくりもの」などはレコード売上枚数100万枚を突破した。
放送開始50周年の2011年（平成23年）7月12日に、『クローズアップ現代』で「“みんなのうた” が見つめた50年」と題しての特集が行われた。
2021年（令和3年）4月3日に放送開始60周年を迎え、「みんなのうた 60 〜歌おう、これからも〜」と題し、特別番組が多数放送された。また、60周年記念アンバサダーを井ノ原快彦が担当した。

## 視聴者層
放送開始当初は小学校高学年や中学生を対象としていた。以前は童謡風の歌のほか、10代の少年・少女の心理を歌ったものも多かった。1970年代には子供への認知度は高く、フジテレビの『ひらけ!ポンキッキ』とともにテレビでの子供向けの歌の発信源の双璧であった。また他のテレビの歌と違い、学校行事などでも大々的に歌われた。
1996年当時の新聞記事によると、朝の放送時間を意識して、母親向け・子供向け・若者向け・母子向けなど放送曲の傾向を変化に富ませているという。

## 放送曲の特徴
初期は「外国曲に日本語の詞を付けた歌、日本の愛唱歌と埋もれた名曲、それにオリジナルが三本柱」だった。クラシックの歌手がポピュラーを歌ったり、大人向けの曲を児童合唱で歌った楽曲も紹介された。1970年前後からは『みんなのうた』のために書き下ろされたオリジナル曲が中心となっている。1976年度（4月放送）以後、新曲は基本的にすべてオリジナル曲で構成する方針を決めた。当時の関係者の証言によると、前年に『ひらけ!ポンキッキ』で放送された「およげ!たいやきくん」の大ヒットがきっかけとされる。
「子供向け」「健全」という建前から、初期には恋愛を連想させる歌詞が改められる場合もあり、「白銀はまねくよ」では歌詞の「雪の山は恋人」が「雪の山は友達」に変更された。
1997年以降の5分1曲枠が設定されるまでは5分枠につき2曲放送に固定されていたため、1曲あたり130秒から160秒程度までという時間尺が課せられていた。このため、ニューミュージック系のアーティストが歌唱する楽曲を中心に、1コーラスのみ放送（2コーラス目以降をカット→エンディング）させたり、『みんなのうた』用に時間を短縮させた独自のオープニング・間奏・エンディングに編曲し直すなどの措置が取られていることが多い。コーラスをカットした場合、NHK出版（旧・日本放送出版協会）刊行テキストの歌詞掲載ページには該当部分を括弧で囲い、「放送では時間の都合上、★印の部分は省略いたします。」との断り書きが記されている。
番組向けに書き下ろされた楽曲の音楽出版（版権）のほとんどはNHK出版が保有している。一方、ニューミュージック系アーティストのオリジナル曲でCD発売を前提に取り上げられる場合は、そのアーティスト（歌手・作家）が普段属する音楽出版社が出資を行い製作に関与するなどして、そこが有しているケースが多い。再放送に当たっては音楽出版社に版権料を支払う必要があるため、NHK出版が権利を有しない楽曲については再放送される割合が少ない。番組のテキスト・楽譜書の譜面下に版元のクレジットが掲載されている。

### 洋楽曲
1960年代 - 1970年代にかけては洋楽のポピュラー・ソングや日本国外のミュージカルの曲に日本語の歌詞を付けた作品が数多く存在した。
これらは管理楽曲の一種である「管理楽曲（外国曲）」に該当し、楽曲ごとに日本で版権を有する音楽出版社を通じて作曲家へ期間に応じた放送許諾料を支払う必要がある。このため、後述の楽譜集では重版時に許諾契約終了のため掲載が見送られたり、特集番組で取り上げられる程度に留まっている。

### アニメ番組の主題歌起用
当時放送されていたNHKのテレビアニメの主題歌を、「みんなのうた」の曲として放送したことがある。
- 『未来少年コナン』 - 「幸せの予感」（山路ゆう子・鎌田直純）
- 『アニメーション紀行 マルコ・ポーロの冒険』  - 「大空から見れば」（小椋佳）※映像は実写
- 『スプーンおばさん』 - 「リンゴの森の子猫たち」（飯島真理）
- 『子鹿物語』 - 「ハロー・トゥモロー」（戸田恵子）
- 『太陽の子エステバン』 - 「いつかどこかであなたに会った」（パル）※映像は実写
- 『名犬ジョリィ』 - 「走れジョリィ」・「ふたりで半分こ」（堀江美都子）※前者は実写映像、後者はSDキャラアニメ
- 『ニルスのふしぎな旅』 - 「ニルスのふしぎな旅」（加橋かつみ）
- 『キャプテン・フューチャー』 - 「夢の舟乗り」（ヒデ夕樹）
- 『川の光』 - 「I'm here with you」（遊佐未森）※映像は堀口忠彦制作のアニメ

### NHKバラエティ番組からの起用
- 『さだまさし音楽工房』 - 「感謝状」（佐田玲子） - 番組で作成した作品を売り込み
- 『お元気ですか日本列島』 - 「これってホメことば?」（ことばおじさんとアナウンサーズ）
- 『バナナ♪ゼロミュージック』 - 「お米かくれんぼ」（バナナゼロムジカ） - 番組に作成を依頼
- 『チコちゃんに叱られる!』 - 「大好きって意味だよ」（キョエちゃん）[注 3] - 2019年2月、『チコちゃんに叱られる!』から、チコちゃんと一緒にいるカラスのキャラクターのキョエちゃんが歌手デビューし、「みんなのうた」2019年4・5月の曲として「大好きって意味だよ」が放送された。また、2019年4月5日放送分の「チコちゃんに叱られる!」の番組内の最後のコーナーでキョエちゃんが「歌手デビューをし、みんなのうたで放映する」と発表した。作詞及び作曲は槇原敬之が担当した。
- 『ワルイコあつまれ』[9] - 「ワルイコソーラン」（新しいワルイコ合唱団） - 「ひろがれ!いろとりどり」とコラボした『みんなのうた〜ひろがれ!いろとりどり』枠内の限定楽曲。

### NHK情報番組からの起用
- 『週刊情報チャージ! チルシル』 - 「クリームで会いにいけますか」（ずっと真夜中でいいのに。）

### 『少年ドラマシリーズ』の主題歌起用
1970年代から1980年代では当時放送されていた『少年ドラマシリーズ』の主題歌も紹介されていた。
- 『つぶやき岩の秘密』 - 「遠い海の記憶」（石川セリ）
- 『巣立つ日まで』 - 「巣立つ日まで」（田中由美子）
- 『だから青春 泣き虫甲子園』 - 「パンドラの箱」（新田純一）

### NHKスポーツ中継番組からの起用
- 『皇后盃全国都道府県対抗女子駅伝競走大会』 - 「涙のチカラ」（花*花）※映像は南家こうじ制作のアニメ

### NHK歌謡番組からの起用
- 『レッツゴーヤング』 - 「ハートにホッチキス」（太田貴子）※映像は太田と大沢樹生が出演の実写
  - 番組オリジナルソングとして、当時太田が参加していた番組オリジナルグループ「サンデーズ」の歌唱で披露されていた。
  - 市販音源化は他の歌手によるカバー版のみ行われている。
- 『わが心の大阪メロディー』 - 「大阪ヒューマンランド 〜やんか!〜」（ナニワゴスペラーズ）※映像は実写
  - 番組で放映されたバージョンは市販音源化されず、中村泰士のセルフカバーが販売された。

### NHK全国学校音楽コンクール課題曲
2008年8月に初回放送されたアンジェラ・アキによる「手紙 〜拝啓 十五の君へ〜」は、同年度のNHK全国学校音楽コンクール・中学校部門の課題曲としてアンジェラ自身が提供した曲のセルフカバーだが、未来の自分に宛てた手紙を読んで、多感だった時期を回想する、という着眼点と共に、コンクールの課題曲を一般に広く注目させ、反響の大きさからCD（特にCMも関東地方を中心にスポットで流しているが）の発売を急増させる効果も生んでいる。同曲は日本郵便の「未来の自分に手紙を書こう」キャンペーンのCMソングにも使われた。「手紙―」以降、NHK全国学校音楽コンクール・中学校部門の課題曲は当該年度の8月から9月にかけてこの番組で紹介され続けている（例外として、2013年度のみ小学校部門の課題曲である「ふるさと」が、4月から5月にかけて紹介された。また、中学校部門では2017年度の課題曲「願いごとの持ち腐れ」が4月から5月、2025年度の課題曲「空」が6月から7月にかけて紹介された）。
- ショートバージョン：2009年度、2011年度、2013年度、2014年度、2015年度、2017年度、2019年度、2020年度（2021年度）、2022年度、2024年度、2025年度
- ロングバージョン：2008年度、2010年度、2012年度、2016年度、2018年度、2023年度
- 2009年度「YELL」（いきものがかり）
- 2010年度「アイ・ラヴ」（大塚愛、作詞・作曲は「愛」名義）
- 2011年度「証」（flumpool）
- 2012年度「fight」（YUI）
- 2013年度（4月・5月）「ふるさと」（嵐）※小学校部門の課題曲
- 2013年度「友〜旅立ちの時〜」（ゆず）
- 2014年度「桜の季節」（EXILE ATSUSHI）
- 2015年度「プレゼント」（SEKAI NO OWARI）
- 2016年度「結 -ゆい-」（miwa）
- 2017年度（4月・5月）「願いごとの持ち腐れ」（AKB48）
- 2018年度「Gifts」（Superfly）
- 2019年度「君の隣にいたいから」（SHISHAMO）
- 2020年度・2021年度「足跡」（Little Glee Monster）
- 2022年度「Replay」（DISH//）
- 2023年度「Chessboard」（Official髭男dism）
- 2024年度「僕らはいきものだから」　(緑黄色社会)
- 2025年度（6月・7月）「空」　(BE：FIRST)

### 東日本大震災復興関連
東日本大震災からの復興を通して、命の尊さやたくましさを歌った曲を紹介。アーティストとともに被災地の小学校に通っている子供たちが一緒になって合唱しているのが大きな特徴である。
- 2011年8月 - 9月「友よ」（歌：タッキー＆翼　「チグエソ地球の空の下で」（2006年4月 - 5月）を歌った韓国の作曲家ユ・ヘジュンが震災発生後すぐに番組プロデューサーに送った安否確認のメールがきっかけで制作された）
- 2012年2月 - 3月「しあわせの時計」（ハル&チッチ歌族、石巻市立雄勝小学校のみんな）
- 2014年8月 - 9月「アスナロウの木」（気仙沼市立大島小学校 5 - 6年生、団塊の世代の唄）

### 同名異曲
下記のように過去の楽曲と同じタイトルの楽曲も幾つか存在し、公式では歌い手および初回放送年などを表示して区別している。新曲発表時に過去の楽曲と同じタイトルの楽曲である場合、新曲については2曲目・3曲目扱いとなる（放送開始予定のところに新曲が急遽放送開始延期や中止対策のための差し替えとして、公式では新曲と同じタイトルの過去の楽曲に放送開始時間を記載している）。
- 『ありがとう』 - 1曲目となる1995年には作詞・作曲・歌：宇都美慶子の曲が、3曲目となる2010年には作詞・作曲：藤巻亮太、歌：レミオロメンの曲が放送されている。2曲目となる2006年には副題のついた作詞：Kana、作曲・歌：マイク眞木の「ありがとう〜こころのバラ〜」が放送されている。
- 『おまつり』 - 1曲目となる1961年には作詞：石川年、作曲：紙恭輔、歌：中原美紗緒、みすず児童合唱団の曲が、2曲目となる1963年には作詞：高橋信夫、ドイツ民謡、歌：友竹正則、西六郷少年少女合唱団の曲が放送されている。
- 『ピクニック』 - 1曲目となる1962年には作詞：萩原英一、イギリス民謡、歌：スリーグレイセス、ボニージャックス、東京少年少女合唱隊の曲が、2曲目となる1990年には作詞：まごしひでお、作曲：土山啓一、歌：ザ・ウェルズの曲が放送されている。
- 『ひまわり』 - 1曲目となる1996年には作詞：山川啓介、作曲：坂田晃一、歌：安田祥子の曲が、2曲目となる1999年には作詞・作曲・歌：又紀仁美の曲が放送されている。
- 『ふるさと』 - 2曲目となる2009年には作詞・作曲・歌：ファンキーモンキーベイビーズの曲が、3曲目となる2013年には作詞：小山薫堂、作曲者：youth case、歌：嵐の曲が放送されている。1曲目となる2003年には表記違いの作詞・作曲：NOKKO、歌：NOKKO&GOの「フルサト」が放送されている。
- 『わたしのふるさと』 - 1曲目となる1977年には作詞：大島登美子、作曲：照屋林賢、歌：堀江美都子の曲が、2曲目となる1997年には作詞：ソロンゴ、巻上公一、作曲・歌：ソロンゴの曲が放送されている。
- 『道』 - 1曲目となる1979年には作詞：山上路夫、作曲：村井邦彦、歌：広谷順子の曲が、2曲目となる2004年には編曲：矢嶋マキ、歌、作詞、作曲：yumiroseの曲が放送されている。
- 『へのへのもへじ』 - 1 曲目となる1961年には作詞：谷川俊太郎、作曲：いずみたく、歌：楠トシエの曲が、2曲目となる1976年には作詞：萩原富三男、作曲：羽田尚平、編曲：林哲司、歌：へのへのもへじ（羽田尚平、和田麗史）の曲が放送されている。
- 『かくれんぼ』 - 1曲目となる1980年には 作詞：村田さち子、作曲：寺内タケシ、歌：川島和子と東京放送児童合唱団の曲が、2曲目となる2024年には 作詞：生田絵梨花、矢吹香那、作曲：矢吹香那、歌：生田絵梨花の曲が放送されている。

## 映像
テレビ放送では楽曲のイメージに沿った実写映像もしくはアニメーションが放送され、番組の大きな特徴となっている。
番組開始からしばらくはモノクロ放送であったため、映像もモノクロ制作だった。しかし総合テレビが全面カラー化に向かうのに伴い、レギュラー番組がモノクロ放送でも将来の全面カラー化に備え、1969年頃から作品のカラー制作を開始、1970年3月22日の『特集みんなのうた』の初カラー放送にてそれらのカラー作品が初めてカラーで放送された。その後レギュラー放送が1971年4月1日にカラー化されるまでは、同特集番組にてカラーで放送された。
1980年代までは実写映像とアニメーションや挿し絵（スライド）の割合が半々程度であったが、1990年代以降はアニメーションや挿し絵の比率が増加している。また少数ではあるが#歌い手自身（または歌い手に似せたキャラクター）が出演するケースもある。
アニメーションでは、楽曲向けに作られた映像が歌詞と連携して小刻みに場面が進む作品がほとんどだが、1曲5分の楽曲ではその時間尺に収まるショートストーリー風の作品もある。
コンピュータグラフィックス（CG）を効果的に用いた作品も数多く見かけられている。CGを使用した最初の作品はスキャニメイトを用いた「算数チャチャチャ」であるとされる。1994年から1996年度までのオープニング・クロージング映像には3DCGが用いられた。2001年度には全編3DCGでキャラクターがパラパラを踊る「アキストゼネコ」が放送されている。
1990年代以降はアニメーションないし3DCGと実写をクロマキー合成させた楽曲も放送された（「おばけといっしょ（水木しげるのアニメーションに歌手が実写合成）」「WAになっておどろう」など）。「ヒピディ・ホプディ・パンプ」（1998年12月）では、日本では未だ1台しか導入されていなかったモーション・コントロール・カメラで3DCGキャラクターの動きを実演させたものを収録し、出演者とクロマキー合成を行っている。

### ハイビジョン制作
1996年以降は、BSデジタル放送（2000年12月1日）と地上デジタル放送（2003年12月1日）の開始を見越して、NHK-BS9(ハイビジョン実用化試験放送)での送出向けにハイビジョン（MUSE方式）での制作が実写作品を中心に始まった（『おかあさんといっしょ』なども同時期より一部HV制作されている）。みんなのうたの映像がハイビジョン（MUSE）制作されるようになったのは1996年4月の新曲「父さんの背番号」「星空のオルゴール」「夢のまほう」が初である。ただし当時ハイビジョン制作の映像が放送されたのはアナログ衛星ハイビジョンのみであり、地上アナログやBSアナログでの本放送時はSDへダウンコンバートされた。
ハイビジョン制作された作品は、現在の再放送時もしくはNHKアーカイブスの公開ライブラリーにおいて16:9映像の視認でハイビジョン制作が確認できる。
一方で、2005年頃までアニメーション系を中心とした一部作品は制作機材の都合上か従来通り標準画質（525i）で制作されており、ハイビジョン放送時はいわゆるピラーボックス処理により1125iへアップコンバートされ、4:3の標準サイズで両端が黒帯またはオリジナルのサイドパネルが表示される。

### 実写映像
1970年代の作品では「宗谷岬」などの日本各地の風物を歌った『お国めぐりシリーズ』を中心に多く用いられた。『お国めぐりシリーズ』は単なる名所紹介に留まらず、当該地域の生活文化（子供たちや大人の生活）の紹介にもなる映像が多く、大人でも当該地域の出身者などに郷里を懐かしむために好まれた。
1980年以降は「ありがとう さようなら」「天使の羽のマーチ」「最後のシュート」など10代の心理（友情・希望など）をテーマにした歌に使用される傾向があった。歌にちなんだフィルム撮影の風景映像が用いられる作品もあったが、中には楽曲のイメージに即したプロモーションビデオ風の短編作品に仕上げられているものも多かった。
2002年度以降から実写映像を用いた作品は減少傾向にあり、現在はアニメーションが主体となっている。2007年2月 - 3月の歌として流れたGacktの「野に咲く花のように」では長崎県の長崎県立長崎北陽台高等学校提供の写真が使われ、後日、同校の卒業式にGackt本人が訪れこの曲を歌いNHKのドキュメンタリー番組などに取り上げられるといった、この番組から生まれたエピソードもある。

## 発掘プロジェクト
番組では2021年までに約1500曲が放送されている。しかし、1961年4月から1982年10月に放送された内、約530曲はNHKに映像・音声のマスター素材（ビデオテープ・フィルム・オーディオテープ）が現存していない（音声のみ現存し映像が欠落しているパターンを含む）。これは他番組にも当てはまるが、当時は放送用ビデオテープ（2インチVTR）が余りにも高価なため、ビデオテープで残す映像資料として重要と判断されない限り、放送終了後消去され上書きされるが一般的であることや、消去不能のフィルム素材でさえもこういう種の番組はNHKではその当時破棄されるケースも多かった事等からアーカイブされなかったためである。当番組が保存されるようになったのは、1981年4月4日にステレオ放送開始に伴い1インチVTRに切り替わった後の1983年以降である。なお、保存状況については公式ホームページ、またはNHKアーカイブスのサイト上で検索可能である。
NHKでは2000年から「NHKアーカイブス」の放送をきっかけにドラマ・ドキュメンタリー番組を中心としたマスターテープの発掘・放送を進めてきたが、当番組においても、2009年頃から番組公式サイトにおいて「みんなのうた 発掘プロジェクト 失われた500曲を探せ!!」として、視聴者から情報や素材を募集し、状態の良いものはデジタルリマスター処理を行い永久保存化を進めている。
2012年3月までに音声が約200曲、映像が約90曲発掘され、そのうち63曲が『みんなのうた発掘スペシャル』として同年同月に放送された。
2014年7月20日に放送された『"みんなのうた"のセカイ』（後述）においても、引き続き500曲に関して視聴者からの情報提供を求める告知がされた。
2021年9月3日の時点で音声が327曲、映像が179曲発見されている。プロジェクトは2021年12月31日をもって終了。なお、プロジェクト終了後に映像や音声が発掘された場合は、番組公式サイト内の「番組へのメッセージ」に提供することを呼びかけている。
- みんなのうた発掘プロジェクト楽曲一覧

## 歌い手
他の音楽番組とは違い、歌手本人が映像出演した一部例外を除き歌手には一切スポットを当てず、ただ歌のみを放送するというスタイルを貫いている。メジャーデビューを果たした者や大御所と言われるベテランの歌手はもちろん、一般には余り知られていないものの歌唱力のある歌手や、俳優・アイドル・声優として知られている人物が歌唱しているのも特徴である。
放送時の歌手や編曲による音源はレコード・CD・配信音源などによって市販されずに、レコード会社企画による「みんなのうた」アルバム盤での別の歌手によるカバー音源や、放送時のオリジナル歌手によるレコード用のセルフカバー音源のみ製品化されている楽曲もある。
歌手本人が出演した作品は
- ペギー葉山「ドレミの歌」「かあさんのうた」（1962年）
- 中尾ミエ「雨の遊園地」（1962年）
- 五輪真弓「遠いまち」（1976年）
- 星野美樹子（鮎ゆうき）「空にはお月さま」（1977年）
- 久保田綾（サンディー）「川」（1978年）
- 財津和夫「切手のないおくりもの」（※1978年版、1982年版）
- ゴダイゴ「ビューティフル・ネーム」（1979年）
- 高橋真美「古いアルバム」（1985年）
- シブがき隊「スシ食いねェ!」（1985年）※レコード化されたバージョンはアレンジが異なる
- 太田貴子「ハートにホッチキス」（1986年）※太田の相手役でイーグルス時代の大沢樹生が出演
- 吉川由美「風の歌が聞こえますか」（1988年）
- 西田ひかる「君のいる惑星」（1988年）※兵庫県南部地震〈阪神・淡路大震災〉以前の神戸市（市章山・神戸港周辺・ポートアイランド・神戸ポートピアランドなど）を西田が散策する映像[注 6]
- 井上昌己「川面がキラキラ」（1990年）※井上のオリジナル版は市販音源化されず、他の歌手によるカバー版のみ発売
- 諸岡菜穂子（諸岡なほ子）「みんなの恋愛論」（1991年）
- 東京パフォーマンスドール[注 7]「おばけといっしょ」（1993年）※水木しげる作画のアニメーションに実写合成
- バナナギャングス「僕のラララ」（1993年）
- 今田耕司、東野幸治、池谷幸雄「チュンチュンワールド～おげんきたいそう～」（1994年）
- 宝生舞「やわらかい風」（1994年）
- B'dash「駆け抜けてGood-bye」（1997年）
- ノッポさん「グラスホッパー物語」シリーズ
- 白井貴子「みんなに知って欲しいこと」（2006年）
- ルー大柴&仁井山「MOTTAINAI〜もったいない〜」（2007年）
- クリスタルズ「CRYSTAL CHILDREN」（2008年）
- 笹本玲奈「翼が今」（2009年）
- きいやま商店 「カチャーシ☆ブギ」（2013年）
- 石丸幹二「かいじん百面相」（2015年）
- Foorin「パプリカ」（2018年）※複数のバージョンあり
- YOASOBI with ミドリーズ「ツバメ」（2021年）※ミドリーズ出演のもの（ダンスミュージックビデオ版（振付：MIKIKO）や、2022年に発表されたミドリーズ単独の歌唱によるもの[注 8]、各地方でのロケーションおよびロケ地の関係者の出演による『ご当地バージョン』（こちらはミドリーズのみ歌唱のバージョンを使用）、東京スカパラダイスオーケストラ参加バージョン、など）、ミドリーズ2期生によるバージョン、アニメーションによるものなど複数あり。

近年では歌手からの持ち込み企画が殺到しており、年間で1000曲近い提案があるという。きっかけは2002年に放送の「大きな古時計」（歌：平井堅）で、大ヒットにつながったことからその宣伝効果に目がつけられ、それ以降歌手側からの提案件数が急増した。背景には、テレビの歌番組が減る中で歌手にとっては貴重な作品発表の場となっている事情がある。

## 主な作品のエピソード
番組制作者側の意図でタイアップを組ませたり、放送曲のテーマや作品アーティスト（作詞・作曲・歌手・映像作者）を指定させて製作させ、話題性のある作品を世に送り出すことも意識して制作が行われている。一方、作り手の思いが強すぎる鑑賞向きの作品が増えていた反省から、最近は番組の原点に立ち返り、子供が歌いやすい曲を意識して制作されているという。
- オフコースは1975年に番組から楽曲提供依頼を受けて「老人のつぶやき」を制作したが、不採用となった[14]。このように不採用の楽曲が明確に判明しているのは唯一の事例である。なお、当時オフコースのメンバーだった鈴木康博は2016年6月放送の「空とぶプリンプリン」（落語家林家木久扇とのユニット「木久ちゃんロケッツ」のメンバーとして）、小田和正は2021年4月放送の「こんど、君と」（「みんなのうた60」記念曲）でそれぞれ採用される。
- 「ビューティフル・ネーム」は1979年「国際児童年」協賛歌としてNHKのスポットでもたびたび流れていた曲だが、みんなのうたでも放送された。この放送は、当時絶頂期だったゴダイゴ人気に合わせる形で、さらにレコード売り上げ等を促進させる結果をもたらした。
- 「WAになっておどろう 〜イレアイエ〜」は長万部太郎（角松敏生）率いる覆面バンドAGHARTAの楽曲であり、長野オリンピックの前年・1997年発表という時期の良さも手伝い、世界平和へのメッセージと解釈され世論に後押しされる形で一躍同オリンピックのテーマ曲に抜擢された。そして国外のマスコミを通じて世界に認知された他、並行してV6にもカバーされた。当時、NHK『みんなのうた』のプロデューサーが初めてこの曲のデモテープを聴かせてもらった時、「心の底からこの仕事をやっていて良かった…これだ!!と思ったことは今でも忘れません」と語っている。1998年の長野オリンピックの閉会式ではAGHARTAと選手が一体となったライヴ演奏が中継された。
- 2001年12月に初回放送された岡本真夜の「ハピハピ バースデイ」は、番組制作者が菊田まりこの絵本「いつでも会える」に感銘し、作画の起用を打診したが一旦断られた。その後、岡本の産休明けの復帰作として書き下ろした同曲の起用が決まり、再び菊田に打診したところ快諾を得て制作された。本放送後、「夢のコラボレーション」と銘打って、番組史上初の単一の楽曲を題材としたCD付き絵本が発売された。
- ハピハピバースディと同様に放送された楽曲と映像をモチーフに絵本化した作品は、2004年4月初回放送の酒井法子歌唱の「すすめ!はっくしょんベイビー」（本のタイトルは『はっくしょんベイビー ライオンにあう』長薗安浩作・伊藤孝作画）、1985年8月初回放送の谷山浩子の「まっくら森の歌」で使用された作画を基に2004年4月に書き下ろした『まっくら森』[注 9]などがある。
- 2005年12月から放送された「グラスホッパー物語」は、かつて『できるかな』で「のっぽさん」を演じた高見のっぽ（高見 映）が歌と作詞を担当した。また、クレイアニメと実写を合成した本編映像にも出演。氏の人気もあり世代を超えて人気を博した。視聴者からの好評の声を受け、NHKは当初の放送期間を翌2006年7月まで延長した。8か月もの長期にわたる放送はあまり例を見ない。
- 2007年6月に初回放送された「おしりかじり虫」は、CGアニメーションでは日本の第一人者であるうるまでるび夫妻がキャラクターおよび楽曲の制作を手がけた。単に他人が制作した楽曲に映像をつけるのではなく、CGと楽曲から歌唱に至るまでの音楽面全てを自分たちで行ったことに加え、そのキャラクターと歌の内容が強烈な印象を与えるものであった。
- 2013年8月に初回放送された「少年と魔法のロボット」は、番組史上初となる人間以外の歌唱による楽曲となった。楽曲の制作は40mPが担当、歌唱はVOCALOID（音声合成ソフト）のGUMIを使用している[15]。
- 2020年4月に初回放送された「しかくい涙」は、サビのメロディがスピッツの「愛のことば」と酷似していると視聴者から指摘が相次いだ。シンガーソングライターのSETAと所属するクリエイティブレーベル「渋谷のレーベル合同会社」が公式サイトにて製作の経緯とスピッツの所属事務所「Grass Hopper」に連絡し謝罪したことを公表した[16]。なおこの一件に関してスピッツおよび所属事務所は偶然似たことに関して特にコメントを出すお話でもないと返答したことで解決、番組側も当初の予定通り2020年5月31日まで放送を続けた。
- 2024年8月に初回放送された「太陽のカーニバル」（歌：大江裕）は、制作の都合によりラジオのみの放送となり、テレビでは8月31日まで「カチャーシ☆ブギ」（歌：きいやま商店）の再放送に差しかえられた。その後9月2日からテレビでの放送が開始された。

## 番組構成
番組の構成は非常にシンプルである。テレビ放送の場合、オープニングジングルと「『みんなのうた』です」のナレーションが10秒前後流れたのちに、曲のタイトル表示とナレーターによる読み上げがされ、楽曲が放送される。2曲目が有る場合はタイトル表示から繰り返し、最後にエンドキャッチ（残り時間尺によってはエンディングジングルがある）が流れて番組は終わる。

### 歴代オープニングジングル

#### 初代（1961年度 - 1981年度）
- ジングルは鉄琴による演奏。ナレーションによる曲名の読み上げに加え、1974年12月からは歌手名の読み上げも加わる。曲ないし尺によっては短い解説が入る。
- 楽曲紹介に際しては季節ごとに異なるデザインのイラストを共通で使用した静止画に、その楽曲名・作詞・作曲者を表示（2代目まで）。歌手名およびアニメーターについては楽曲本編の映像の始めに挿入していた。
- 再放送する際は、曲冒頭のタイトル画面は新しく作ったものに差し替えられる。
- 1982年度 - 1984年度はジングルを廃止し、ナレーションのみとなる。

#### 2代目（1985年度 - 1993年度）
- ジングルはマリンバによる演奏。ナレーションを廃止。
- 冒頭のタイトルに、その時間放送される楽曲の題名のみ表示したパターンが登場。

#### 3代目（1994年度 - 1996年度）
- オープニングは「流れ星と楽譜」をモチーフにした3DCG映像に一新。ジングルは電子音による演奏。アニメーションは大井文雄が担当。
- 1994年8月以降の放送分に関しては、歌詞テロップのフォントがナール体に変更（2004年度まで）され、1996年10月から楽曲終了後に曲名と歌手名を表示。
- ナレーションによる曲名の読み上げが復活した。また、1995年 - 2001年度は2曲目に「続いて〜」というナレーションが入る。
- 最長8秒しかエンディングができない月の対策に、1995年度よりテキストの宛先或いは直接テキストをも紹介しながらのエンディングも行われるようになる。エンドキャッチの尺が3秒程度しかない場合にはエンディングジングルはカットされた。
- この代から楽曲紹介映像は一部の楽曲を除き、アニメーション[注 11]をバックに表示。楽曲ごとに異なる曲名のロゴタイトルが用いられるようになった[注 12]（それ以前は極初期を除きゴシック体）。

#### 4代目（1997年度 - 2001年度）
- オープニングは「動物たちの演奏会」をモチーフにしたCGと木管楽器によるジングルに変更された。イラストはとどろきちづこ、アニメーションはスリー・ディが担当。
  - オープニングは船が画面左から流れてくるロングバージョンが存在する。
- エンディングは画面に番組の宛先が表示され、ジングルはなし。
- この代からハイビジョン制作、楽曲紹介のタイトルロゴがカラーで表示されるようになった。

#### 5代目（2002年度 - 2020年度）
- オープニングは「過去の放送とサーカス」をモチーフにした押し花アートと児童合唱によるジングルに変わる。押し花アートは若林佳子、アニメーションは田中ケイコが担当。
- 音楽は吉田隆が担当。のちに歌詞が制作され、「ハーモニー」のタイトルで井上あずみが歌唱。
- 楽曲紹介の映像はそれぞれの作品ごとに異なるデザインが採用されるようになった。

- エンドキャッチは通常のエンドカード（泣き目ピエロと妖精が映り、「みんなのうた おわり 制作・著作NHK」）か直接テキスト紹介かのいずれかであり、2016年頃より再放送枠を中心にランダムで表示される。
- エンディングに時間尺に6秒程度の余裕がある場合は、続けて番組テキストの紹介や意見・感想の宛先が流れるが、5秒以下則ち余裕がない場合はこの表示は省略され、通常のエンドキャッチを行う。
- 2018年6月放送分からは通常のエンドキャッチの画面下部に「NHKテキスト発売中」といった番組テキストの文言が付加されることがある。
- 当初は放送時間に関わらず必ずエンディングジングルが流れていたが、2005年度以降は放送時間によってはカットすることもある。なお、エンディングのジングルはロングバージョンとショートバージョンの2タイプがある。
- 2005年度からは通常のエンドカードの「みんなのうた おわり 制作・著作NHK」がマイナーチェンジされ、タイトルロゴが若干小さくなり、「おわり」のフォントも丸ゴシック体から角ゴシック体に変更されて縁取りがなくなった。
- 2006年10月より放送終了から3ヶ月以上経過した再放送曲では、タイトル画面で曲の初回放送年月のテロップ「XXXX年X月・X月放送から」が表示されるようになる（のちに「XXXX年X〜X月放送」に変更された）。
- 2005年度 - 2017年度には、NHKテキストのマスコットキャラクター「Nyoco（ニョコ）」を入れたテキスト紹介をしている。また、2007年度内には「Nyoco」に代わり「おしりかじり虫」が登場していたこともあった。
- 2018年6月放送分からは画面左下にタイトルロゴが常時付加される。
- 再放送する際は、曲冒頭のタイトル画面は新しく作ったものに差し替えられる（ただし、後述の「みんなのうたリクエスト」では当時の素材そのままで放送するケースもある。2017年5月までは一部の再放送でも当時の素材そのままで放送していたが、同年6月放送分以降リクエストを除いて通常通りになる）。なお、タイトル表示が作品映像内に組み込まれているケースがあり、この場合は読み上げが省略されている。
- 2007年度から2020年度までナレーターは歌手の井上あずみが担当（以前の放送はNHKの女性アナウンサーが交代で担当していた）。
- ちなみにオープニングで流れる過去の放送は以下の通り。

#### 6代目（2021年度 - ）
- 放送開始60周年を迎えるにあたり、19年ぶりにオープニングが変更。
- 2022年4月3日までの[注 14]オープニングは、音楽が多層的に広がる多様性の空間で60周年を迎えたおめでたい感じを、コラージュ風のデジタルアニメーション映像で表現。ジングルはオーケストラ調に変更された。音楽は富貴晴美、アニメーションは杉本晃佑、ナレーションはNHKアナウンサーの阿部渉と浅野里香が月交代で担当。
- タイトルはこれまでホームページや一部の関連商品などに使用されていたカラーフォント「みんなのうた」が本放送で初めて使用された。
- エンディングはテキストの紹介を表示しつつ、ナレーションが入ることがあった。
  - この代からエンディングは画面左にテキスト紹介、右に公式ホームページの案内に統一。
- 2022年4月4日以降、60周年記念終了に従いオープニングはジングルの変更はないものの、コラージュ風デジタルアニメ映像が変更、タイトルからも「60」が省かれた。引き続きナレーションはNHKアナウンサーが月交代で担当。

ラジオ放送では、「『みんなのうた』（の時間）です」のナレーション（ジングル無し）→「X曲目は、XXX（楽曲名）、歌はXXX（歌唱者）さんです。」（2曲目以降繰り返し）→楽曲放送→「『みんなのうた』でした」（下記、楽曲の収録時間によって数パターンが存在することもある）。というパターンである。ただし、1999年度以前や2018年度4月 - 9月は、作詞・作曲者の読み上げもあった。また時報関係によって曲の最後部分がフェードアウトされたこともある。
2021年6月から新曲のみ仕様変更された。
「『みんなのうた』、○月・○月の新曲です」のナレーション（ジングル無し）→「X曲目は、XXX（楽曲名）、歌はXXX（歌唱者）さんです。」（2曲目以降繰り返し）→楽曲放送→「『みんなのうた』でした」（下記、楽曲の収録時間によって数パターンが存在することもある）。というパターンである。
- ラジオのエンドキャッチでは「『みんなのうた』でした[注 15]」（残り3秒未満の場合はなし。）の前に収録時間によって数パターンが登場する。（また曲名だけ紹介し、最後言わない時もある。）

煽り文句は以下の通り。
```
「みんなのうた」では視聴様の皆様からのリクエストを募集しています。お手紙やおはがきで「NHKみんなのうた」係に送り頂くか番組ホームページのリクエストホームからお寄せください。
```

### 『みんなのうた60』特別編成による変更
放送開始60周年を目前に控えた2021年2月より以下の点が変更された（2022年4月3日まで）。
- 2021年2月 - 3月のオープニングは5代目だが、「みんなのうた」のタイトルが画面上部に映され、下部には周年を現す「60」が映された。
- （オリジナル版を除く）「曲名・作詞作曲者」表示部の映像が変更。
- ナレーションが2021年4月から再びNHKアナウンサーの担当に戻る。
- 再放送曲は、放送60年を目前に控えた2021年2月 - 3月より「30曲強」に大増加（それまでは18曲前後だった）したため1ヶ月差し替えに変更、また同年同月より『みんなのうたリクエスト』を「ロングのうた（5分間1曲枠の楽曲）」専門の再放送枠に変更した。
- 再放送曲に使用されるサイドパネル映像が、再放送ジャンル別（「1960年代・1970年代」「1980年代・1990年代」「2000年代・2010年代」と「こんなうた・あんなうた」「ロングのうた」の5種類）に分けられた。
- 2021年6月から「年代別再放送」の形態を、60周年を記念して視聴者から寄せられたリクエスト曲と曲に関するコメント（ナレーション）を合わせて放送する形式に変更。後半はナレーション付きではあるもの通常形式で放送するが、前半は2 - 3曲をメドレー形式で放送となる（ラジオではその内2曲をナレーション抜き・通常形式で放送）。また、曲名ロゴが一部を除き丸ゴシック体に統一。
- 新曲は従来通り2ヶ月差し替えだが、再放送枠の増加に従い1 - 2曲に減少した。2021年4月 - 5月の新曲は、ロングのうた「こんど、君と」1曲のみで、番組開始以来史上初の出来事であった。
- 2022年1月から同年3月まで、2021年6月から同年12月まで放送された「年代別再放送」の内、メドレー形式で放送された作品の中から2本選び、通常形式で再放送される。放送時間はEテレ日曜7:55と総合水曜15:55の2回（サイドパネルは「こんなうた・あんなうた」を使用している）。
- 60周年特別番組が終了した2022年度からは再放送楽曲は18曲前後、全枠2ヶ月差し替えに戻る。また再放送曲に関しては、サイドパネルはブラックバックに戻ったが、2025年度よりかつて使用された再放送ジャンル別の内、「1960年代・1970年代」「1980年代・1990年代」「2000年代・2010年代」の3種を、「1960年代」「1970年代」「1980年代」「1990年代」「2000年代」の5種に変更して再使用する。

## 映像・歌詞が変更された、テレビ・ラジオの音源がそれぞれ異なる楽曲
初回放送時と後年の再放送では映像・歌詞が変更された楽曲がいくつか存在する。以下はその例である。なお曲名の隣の数字は初回放送年月である。

### 映像が変更された楽曲

#### 放送中に変更された楽曲
- 『金ぴらふねふね』（1961年12月 - 1962年1月）：12月は実写、1月は木馬座の影絵を使用。
- 『空に小鳥がいなくなった日』（1972年6月 - 7月）：6月は通常バージョン（別曲と2本立て）だったが、7月は同時期では珍しい5分バージョンで放送した。その後2015年6月 - 7月に再放送の時は5分バージョンを放送したが、2020年6月 - 7月再放送時は通常バージョンを放送した。
- 『アスタ・ルエゴ 〜さよなら月の猫〜』（1977年2月 - 3月）：当初は未完成版を放送したが、途中から完成版に差し替えた。再放送では2015年に完成版が放送されるまで未完成版が放送された。
- 『父さんのつくった歌』（1982年12月 - 1983年1月）：12月は「扉の国」バージョン、1月は「星のきかんしゃ」バージョンが放送された。また1984年11月23日放送の『特集みんなのうた』では「星のきかんしゃ」バージョンが放送された。
- 『桜、舞う』（1992年2月 - 3月）：満開の桜の実写風景をバックに和服の女性（演：北平千也孝）が躍る合成映像が、途中から桜の実写映像のみに変更。
- 『レレの青い空』（2005年6月 - 7月）：男性がマンホールから落下するシーンが、タコに吸い上げられるシーンに変更。2005年6月5日に京都市左京区で4歳の女児がマンホールに誤って転落し、水死した事故を受けての変更と思われる[18]。
- 『手紙 〜拝啓 十五の君へ〜』（2008年8月 - 9月）：2008年8月の放送では少女が登場するアニメーションであったが、9月の放送より少年が登場するアニメーションにリニューアルした。以降は少年バージョンのみ再放送される。
- 『エコー〜こだまする歌〜』（2018年2月 - 3月）：2018年2月5日までの放送ではセキセイインコだった鳥が、放送休止後の14日以降野生の青い鳥に変更。

#### 放送前に変更された楽曲
- 『太陽のカーニバル』（2024年8月 - 9月）：映像は当初、CGクリエイターの天野靖子が手掛ける予定で、公式サイトにも当初は映像制作者に天野靖子の名前が記載されていた。テキストにも天野靖子が手掛けた映像のワンシーンの静止画（高層ビルが建ち並ぶ都市を背景に仮面をつけた人物と自由の女神像が踊っている実写合成映像と思われる）が掲載されていたが、「制作の都合」により急遽テレビにおける放送が延期となり、8月はラジオのみの放送となった。テレビでは8月のみ、2013年放送の『カチャーシ☆ブギ』の再放送に差し替えたが、カップリング曲の『僕らはいきものだから』は予定通り放送された。その後9月2日から、1ヶ月遅れでテレビでの放送が開始されたが、映像制作者は当初の天野靖子から岡江真一郎におけるアニメーション映像に変更された。楽曲がテレビでの放送開始直前に映像制作者が変更された理由については、公式側も特に言及していないため不明。

#### 再放送で変更された楽曲
- 『誰も知らない』（1961年4月 - 5月）：初回放送時は中原と和田合同アニメーションだが、1965年版では和田単独に変更。2003年版や2004年版DVDでは1961年版が収録・再放送された。2001年で放送した「みんなのうた セレクション」では更に別のアニメーションが収録された。「みんなのうた セレクション」や1965年版では発掘プロジェクトの対象になったのかは不明。公式サイトでは1965年版のみ[注 16]であり、1961年版や「みんなのうた セレクション」版は収録されていない。（お蔵入り？）
- 『森の熊さん』(1972年8月 ｰ 9月)  ：本楽曲は2025年6月7月に映像と歌詞の表示がニュープリント化され、フィルムの汚れも若干綺麗になっているが、曲の終盤における「ラララ ララララ ラー」の少女の動きが、初回版と異なる動きになっていた。(初回版のパタパタ飛ぶシーンの繰り返しだったが、ニュープリント版では普通に歌うシーンに変更された)
- 『鳩笛』（1974年12月 - 1975年1月）：初回放送では実写と林静一の絵が使用されたが、再放送では実写のみになる。発掘されたのは再放送版のみ。
- 『北風小僧の寒太郎』（1974年12月 - 1975年1月）：東京都の実写風景をバックにアニメの寒太郎を合成していたが、東京の風景が変化したため1977年頃からオールアニメーションとなった。
- 『ドラキュラのうた』（1975年8月 - 9月）：ドラキュラがマントを広げるシーンと注射器で血を吸われるシーンが、1980年以降では変更される[注 17]。
- 『コンピューターおばあちゃん』（1981年12月 - 1982年1月）：不適切な静止画が含まれていたことが2010年に判明したため、翌年以降の放送では静止画の写真の部分が全てイラストに変更。
- 『アップル・パップル・プリンセス』（1981年12月 - 1982年1月）：映像の随所に登場する外国人の肖像画が、2008年以降では塗りつぶされている。
- 『メトロポリタン美術館』（1984年4月 - 5月）：大好きな絵に閉じ込められるシーンに登場する「オダリスク」が2011年以降、別の絵に差し替えられている。
- 『バナナ村に雨がふる』（1987年8月 - 9月）：1番と2番の歌い出し部分で子供や動物が窓を覗く場面が、初放送と初期再放送ではバナナ（1番）やイチゴ（2番）が一緒に映されていたが、後の再放送で省かれた。
- 『琥珀の魔法』（1993年10月 - 11月）：「豆の粒もこぼれそうに うかれて」の部分の少女が豆の入ったかごを持っていなかったが、1995年以降から豆の入ったかごを持つようになる。
- 『また明日』（1994年8月 - 9月）：再放送される度に異なる映像が使用された。
- 『まゆげの唄』（1999年8月 - 9月）：男性が船から転落するシーンが、2007年以降の再放送では落ちなくなる。
- 『恋のスベスベマンジュウガニ』（2003年8月 - 9月）：曲のテーマであるスベスベマンジュウガニが毒ガニであることを受け、12月の再放送では衝立と雑誌のシーンに毒ガニの文字が追加された。
- 『友〜旅立ちの時〜』（2013年8月 - 9月）：「止マレ」の「止」の字が初回当時は鏡文字だったが、再放送では修正されている。

上記以外にも1997年12月に発生した「ポケモンショック」の影響を受け、事件発生以前の作品を中心に一部のアニメーションにスロー修正や減光処理が施された楽曲が存在する。一例を挙げると『WAになっておどろう 〜イレ アイエ〜』（1997年4月 - 5月）は2004年の再放送から点滅の激しいシーンがスロー修正されている。

#### DVDで変更された楽曲
- 『切手のないおくりもの』（1982年10月 - 11月）：5番の「広い世界に立った一人の 私の好きなあなたへ」の部分が風鈴の映像に変更。
- 『トレロカモミロ』（1970年2月 - 3月）：映像の途中に「ゲルニカ」が登場し、DVDでは著作権の関係上、別の絵に差し替え。

### 歌詞が変更された楽曲

#### 放送中に変更された楽曲
- 『川』（1978年8月 - 9月）：8月の放送では2番を歌唱、9月は3番を歌唱した。
- 『学校坂道』（1984年4月 - 5月）：1番の「毎朝」を「毎日」と誤って歌唱していたため、再レコーディングをした。
- 『合格ロックンロール』（1991年2月 - 3月）：人格を傷付けるという苦情を受け、2番の「生まれついての出来不出来」を「人と違っての出来不出来」に変更。

#### 再放送で変更された楽曲
- 『バケツの穴』（1968年8月 - 9月）：1972年でのみラストの熊倉一雄の台詞「くめない、くめないじゃない、えーっ」が「くめないよ、ウワーン」と泣き叫びに代わっていた（その後の再放送では初回版に戻っている）。
- 『ごめんなさい』（1970年10月 - 11月）：1975年では3番の「…×」から「…出来ません」になり、6番では「…？」がテロップ無しとなり、また3番のなべおさみの台詞は「出来るわけねぇじゃん!」と代わり、更に4月の時の再放送は、何故か6番が端折られた。発掘では1975年版を放送したが、ニュープリントとなったため、過去の放送では無かった「アアア」と、最後の台詞「そうか、別にあやまることないンだ」が追加された。
- 『想い出のグリーングラス』（1974年8月 - 9月）：初回では上條恒彦と東京放送児童合唱団の歌だったが、1975年2月 - 3月に再放送された時は上條のソロに変更、その後1976年4月 - 5月・1978年8月 - 9月に再放送された時も上條のソロだったが、2014年10月 - 11月・2022年6月 - 7月・2024年12月 - 2025年1月に再放送された時は上條・合唱団バージョンが放送された。なお歌手テロップには一貫して東京放送児童合唱団がクレジットされた。
- 『ぼくらは三つ子の男の子』（1978年4月 - 5月）：初回では「クリケッツ」歌唱版が使用されたが、1年後の1979年4月 - 5月に再放送された時はクリケッツではなく、当時日本コロムビアから発売されたカバー版を歌っていた「SPSシンガーズ」に変更された。しかし2012年3月19日放送の『発掘SP』版や、2018年4月 - 5月にラジオのみで再放送された際は、クリケッツ版を放送した。
- 『夢みるパワー』（1981年4月 - 5月）：初回ではテレビ・ラジオとも3番を省略して放送、その後1981年12月 - 1982年1月に再放送された時は、テレビ版は初回と同じく3番を省略したのに対し、ラジオ版はコーダを省略して放送した。
- 『ごっつぉさま』（1997年6月 - 7月）：1997年6月16日に急遽放送が中止され[注 18]、翌年2月の再放送にて「おめぇらの命いただきます」を「たいせつに命いただきます」に変更。恐らく「おめぇらの命いただきます」という言葉が動物の命を食べている食文化には暴言のような言葉でふさわしくないと思われているが、不明[注 19]。

#### 歌詞の字幕によるミスで修正された楽曲
- 『メゲメゲルンバ』（1981年10月 - 11月）：「次々に」「シェイアップ」「昔ばなしをする」と誤って表示されたため、再放送では「次々」「シェイプアップ」「昔ばなしする」とそれぞれ修正された。
- 『オナカの大きな王子さま』（1983年2月 - 3月）：「空とぶじゅたんに乗りたいな」と誤って表示されたため、2020年度における再放送では「空とぶじゅうたんに乗りたいな」に修正された。なおDVDは修正前のままである。
- 『は・じ・め・て』（1987年12月 - 1988年1月）：「ほおっぺたにキスされちゃった」と誤って表示されたため、1991年度における再放送では「ほっぺたにキスされちゃった」に修正された。
- 『Dr.プップクプー』（1999年8月 - 9月）：1番の「0点テストも パクッとかたずける」と誤って表示されたため、2023年度における再放送では「0点テストも パクッとかたづける」に修正された。
- 『紅芋娘』（2005年6月 - 7月）：「座気味城も比謝川も」と誤って表示されたため、2015年度における再放送では「座喜味城も比謝川も」に修正された。
- 『ピヨの恩返し』（2015年2月 - 3月）：「会ってすぐに惹かれあって」と誤って表示されたため、2024年度における再放送では「会ってすぐ惹かれあって」に修正された。

#### テレビとラジオでそれぞれ音源が異なる楽曲
- 『みんなのうみ』（2006年6月 - 7月）：以下の仕様が異なる。以下、CDに収録されている音源は全部ラジオのもの。
  - 伴奏が違う。（テレビでは、ハープ、ラジオでは、バンド）
  - ドラム音が違う。（テレビでは、少ししか聞こえないが、ラジオでは大幅に大きく聞こえる）
  - 前奏が違う。（テレビの方が短い。テキストの楽譜では、テレビ版の前奏を記載）
  - 歌詞「聞こえる愛～」の後の間奏の長さが違う。（テレビの方が短い）
  - 間奏後の歌詞「海は広いな～」以降のコーラスが違う。（テレビでははっきり聞こえる）
- 『ハーイ!グラスホッパー』（2007年4月 - 5月）：間奏時ラジオではナレーションが付いている。

## 派生番組・枠外の放送
1965年から、不定期に「特集みんなのうた」という関連番組が放送され、1973年からテーマ別にお送りしていた。
総合テレビの番組『お元気ですか日本列島』では2005年10月に「みんなのうた リクエスト」コーナーを毎週金曜日に設け、視聴者から過去に放送された曲のリクエストを募集していた。曲の放送に先立ち視聴者から寄せられたメッセージを読み上げるほか、曲にまつわるエピソードを紹介していた。曲のタイトル画面は、放送当時のものがそのまま流された（一部例外あり）。2008年度は「もういちど みんなのうた」に改称されたが、放送頻度が不定期となっている。
なお、同番組の開始当初から2005年度頃までは、平日夕方の放送枠が同番組に内包（15時25分頃放送開始）されており、同番組に出演している梅津正樹（当時NHKアナウンサー）による「これってホメことば?」が2006年に放送された。
2006年4月、BSハイビジョンにて月曜から土曜の朝8時55分に『みんなのうたセレクション』が放送された。これは1998年以降に制作されたハイビジョン作品に限定して再放送するものであった。
2006年8月 - 9月には、みんなのうた45周年記念特集番組として『懐かしのみんなのうた』をBS2で放送。1961年から1971年までの曲が放送された。
- 放送曲目:
- 誰も知らない（楠トシエ）
- A・A・B・C〜ア・ア・ビ・チ〜（弘田三枝子）

など
2008年10月からは、NHK盛岡放送局が、同局の放送70周年を記念して『いわてみんなのうた』を岩手県内ローカルで放送開始。地域に根ざしたオリジナルソングを放送している。

### みんなのうた特別番組
1979年度
- 1979年11月3日：みんなのうた・ビッグパレード（NHK総合テレビにて放送。NHKホールで公開収録。出演者：トランザム、高木麻早、チェリッシュ、斎藤ゆかり、さとう宗幸、村木賢吉、大塚博堂、クロード・チアリ、女声合唱団"渚"、杉並児童合唱団、東京放送児童合唱団）

1981年度（1981年3月より）
- 1981年3月21日：みんなのうたヒットパレード（NHK総合テレビにて放送。NHKホールで公開収録。司会：雪村いづみ、はしだのりひこ。出演者：ボニー・ジャックス、島田祐子、鴉鷺、東京放送児童合唱団、東京荒川少年少女合唱隊）
- 1981年9月23日：みんなのうた20年
- 1981年12月23日：歌おうバンバン -みんなのうた歌合戦-（NHK総合テレビにて放送。NHKホールで公開収録。出演者：ペギー葉山、谷啓（ハナ肇とクレージーキャッツ）、由紀さおり、かまやつひろし、研ナオコ、竹内まりや、東京放送児童合唱団、東京少年少女合唱隊

1988年度
- 1988年12月28日：JR東海スペシャル みんなのうたチャリティーコンサート（NHK総合テレビにて放送。東京・昭和女子大学人見記念講堂で公開収録。司会：目加田頼子（当時局アナ）、尾藤イサオ。出演者：ダーク・ダックス、ペギー葉山、森みゆき、酒井法子、アグネス・チャン、荻野目洋子、田中星児、チェリッシュ、南こうせつ、芹洋子）

1989年度
- 1989年12月23日：JR東海スペシャル みんなのうたチャリティーコンサート（NHK総合テレビにて放送。前回に引き続き昭和女子大学人見記念講堂で収録。司会：目加田頼子、林家こぶ平(現：九代目林家正蔵)。出演：ダーク・ダックス、ボニー・ジャックス、菅原洋一、天地総子、佐野量子、森みゆき、田中星児、東京放送児童合唱団、杉並児童合唱団）

1991年度
- 1991年4月29日：特集みんなのうた〜787曲の思い出（NHK総合テレビにて放送。司会：山川静夫(当時局アナ)、松居直美。出演者：忍者、晴山さおり、相原勇、田中星児、ペギー葉山、山本直純、森みゆき、ダーク・ダックス、荻野目洋子、市川森一、海老名香葉子）
  - 番組では、1971年10月 - 11月に放送され、その後も何度か再放送された『それ行け3組』に登場した、元：世田谷区立烏山北小学校6年3組の生徒たちと先生が出演した。
  - なお映像紹介曲のうち、『はさみとぎ』は「昭和40年（1965年）4月・5月放送」というテロップが添えられていたが、放送されたのは1974年に放送されたリメイク版だった。

2000年度
- 2001年1月27日・3月17日：土曜スタジオパーク内で「放送40周年記念・みんなのうた大特集」（1980年代までの楽曲を放送）を時間拡大のうえ放送。

2006年度
- 5月5日：ノッポさんのグラスホッパー物語（グラスホッパー物語、うた：高見のっぽ）
- 8月26日：土曜スタジオパーク（これってホメことば?、うた：ことばおじさんとアナウンサーズ）
- 9月24日：ミュージック・エクスプレス（これってホメことば?、うた：ことばおじさんとアナウンサーズ）
- 12月31日：今日は一日みんなのうた三昧（NHK-FM、BS2にて放送。司会：ことばおじさん&石川ひとみ、BSナビゲーター：井上あずみ、ゲスト：高見のっぽ&ゴン太くん）

2007年度
- 12月31日：今日は一日みんなのうた三昧（NHK-FM、NHK教育にて放送。司会：ことばおじさん&茂森あゆみ、ゲスト：おしりかじり虫）

2010年度
- 2011年1月1日：『愛されて50年 みんなのうた新春スペシャル』（NHK総合にて放送。司会：ベッキー、ゲスト：井上順、榊原郁恵、はなわ、加藤清史郎（VTR出演）、藤城清治（VTR出演）、みなみらんぼう（VTR出演）、古川タク（VTR出演）[19]

2011年度
- 4月23日：みんなのうたスペシャル「1960年代セレクション」・「1970年代セレクション」・「1980年代セレクション」・「1990年代セレクション」・「2000年代セレクション」
- 7月21日・7月28日：熱中スタジアム（テーマ「みんなのうた」）
- 2012年3月15日 - 3月28日：みんなのうた発掘スペシャル

2014年度
- 7月20日："みんなのうた"のセカイ（『NHKアーカイブス』で放送。司会：桜井洋子、ゲスト：中川翔子）[20]

2021年度（2021年2月より）
- 2021年2月27日：みんなのうた60スペシャル〜60年イヤースタート!〜（NHK Eテレにて放送。司会&「みんなのうたアンバサダー」：井ノ原快彦、司会：林田理沙、ゲスト：森山良子、古坂大魔王、ヒャダイン、上白石萌音。VTR出演：財津和夫、堺正章、みなみらんぼうほか）[21][22]
- 2021年3月6日 - 3月14日 そして『みんなのうた』は生まれた（NHK Eテレにて放送。番組やオリジナルソングの誕生秘話）
  - 3月6日：『おお牧場はみどり』・『ドレミの歌』
    - 『ドレミの歌』は音声は現存するものの当時の映像が無いので、志村建世ディレクターが所有する当時の写真に音声を載せて放送された。
    - 『おおブレネリ』・『クラリネットこわしちゃった』（モノクロ版）・『5匹のこぶたとチャールストン』の映像の一部も放送。

  - 3月7日：『北風小僧の寒太郎』
    - 放送された映像は堺正章・東京放送児童合唱団歌唱によるオリジナル版にして、映像はオールアニメ版。なお製作者・月岡貞夫へのインタビューにも「実写合成」の事は述べられなかった。また北島三郎・ひばり児童合唱団歌唱によるリメイク版は放送されなかった。

  - 3月13日：『山口さんちのツトム君』
  - 3月14日：『メトロポリタン美術館』
  - 4月17日：『WAになっておどろう 〜イレアイエ〜』
  - 4月24日：『こんど、君と』[23]
- 2021年4月3日：みんなのうた60年生放送〜バースデースペシャル!〜（NHK Eテレにて放送。司会：井ノ原快彦・林田理沙、ゲスト：石丸幹二、川島明（麒麟）、ハマ･オカモト（OKAMOTO’S）、山本彩。コーナー出演：阿部涉。コメントゲスト：大貫妙子、財津和夫、堺正章、新海誠、竹内まりや、中井貴一、水野良樹、LiSA。カバー企画出演：コバソロ、藤川千愛、こぴ、えみい。映像出演：小田和正）[23][24]
- 2021年5月8日：みんなのうた60フェス（NHK総合テレビにて放送。司会：井ノ原快彦・林田理沙、出演：石丸幹二・氷川きよし・日向坂46・平原綾香・Foorin・古川雄大・森山直太朗・山崎育三郎・Little Glee Monster ほか、VTR出演：財津和夫 ほか）[25][26]
  - 当初はKAAT神奈川芸術劇場ホールで公開生放送の予定であり観客の募集も行われていたが、新型コロナウイルスの感染拡大防止のため無観客での開催となった。
- 2022年1月10日：今日は一日みんなのうた60三昧（NHK-FMにて放送。司会：阿部渉、林田理沙、井ノ原快彦、ゲスト：森山直太朗）[27][28]
- 2022年1月23日・1月30日：みんなのうたセレクション
- 2022年1月24日：AIでせまる！「みんなのうた60」とっておき思い出スペシャル！（NHK Eテレにて放送。司会：井ノ原快彦・林田理沙、ゲスト：榊原郁恵、古坂大魔王）[27]
- 2022年2月26日 - 3月5日：そして『みんなのうた』は生まれた2（NHK Eテレにて放送）[29]
  - 2月26日：『月のワルツ』
  - 2月27日：『笑顔』
  - 3月5日：『日々』[30]
  - 3月5日：『谷山浩子の世界』
- 2022年3月5日：「みんなのうた60」イヤー　グランドフィナーレ特番（NHK Eテレにて放送。司会：井ノ原快彦・林田理沙、ゲスト：荻野目洋子・ヒャダイン・百田夏菜子（ももいろクローバーZ）。スペシャルゲスト：芹洋子。スペシャルパフォーマンス：おしりかじり虫（声：金田朋子）。VTR出演：小田和正・谷山浩子・Perfume・ボニージャックス／南家こうじ）[31]

2023年度
- 5月14日：前年（2022年）9月10日に逝去、2023年5月10日に逝去が公表された高見のっぽの追悼企画として、5月14日の2:15 - 2:30に高見が出演した『グラスホッパー物語』シリーズ3作を放送。直前の1:15 - 2:15には高見の代表作『できるかな』から最終回を含む4本を再放送した。なおオープニングは、第1作のみ第6バージョン（60周年記念版）で、第2・3作は第5バージョンを使用した。

2025年度
- 5月5日：『みんなのうた放送100年100曲SP』

『スタジオパークからこんにちは』出演者
- エカテリーナ（古いお城のものがたり）
- 岡本知高（空へ）
- 中川晃教（セルの恋）
- 高見のっぽ（グラスホッパー物語）
- さだまさし（がんばらんば）
- マイク眞木（ありがとう〜こころのバラ〜・バラが咲いた・からすと柿のたね）

### 初回放送前に放送されたみんなのうた
- 秋物語（尾崎紀世彦）1984年版→1984年9月24日放送の「みんなのうた 秋をうたう」内で放送
- 赤鬼と青鬼のタンゴ（尾藤イサオ）1984年版→1984年9月24日放送の「みんなのうた 秋をうたう」内で放送
- りんごのうた（しいなりんご）→『土曜スタジオパーク』内で紹介
- とのさまガエル（2who's・石坂浩二）→『スタジオパークからこんにちは』「石坂浩二」で紹介
- 夢見るジャンプ（平川地一丁目）→『たべもの新世紀』のテーマソングとして放送
- みんなに知って欲しいこと（白井貴子）→『福祉ネットワーク』内で紹介
- これってホメことば?（ことばおじさんとアナウンサーズ）→『お元気ですか日本列島』内みんなのうたリクエストで放送
- お米かくれんぼ（バナナゼロムジカ）→『バナナ♪ゼロミュージック』内で紹介
- パプリカ（Foorin）→特番『内村五輪宣言! 〜TOKYO 2020開幕 2年前スペシャル〜』内で放送（パプリカ (曲)#プロモーションを参照）
- チャンチャンコ～KANREKI60～（ピコ太郎）→『みんなのうた放送100年100曲SP』内で紹介

以下、オープニング曲・エンティング曲・主題歌によって先行放送したものである。
- 一日の終わり
- 駅馬車
- ドン・キホーテ
- 風のブランコ
- ウェイクアップ！パパ！
- 風と共に
- あなたの声
- はだしのダイアリー
- passion

以下、他番組の挿入歌により先行放送したものである。
- かむかもしかもにどもかも!→『忘却の時宝』（初回放送日：2019年9月22日）
- 愛を着て→『あくま大王の逆襲2』（2020年）

## 出版物

### テキスト（雑誌）
1969年度（4月・5月号）から日本放送出版協会よりNHKテキストとして発行開始。放送期間に合わせて隅月刊行されており、放送楽曲のピアノ譜面・歌詞と放送時間が掲載されている。1996年時点で毎号8万部を市販し、同じく1996年時点で累積販売数は800万部を超える。
1980年代末からは巻頭のカラーページに目次と合わせてアーティスト（歌手）の写真と、特定の楽曲にまつわる作詞・作曲家・映像製作者・歌手のいずれかを取り上げるグラビア記事、中盤に楽曲の製作までの経緯を綴った記事が掲載されるようになった。また、1992年度より「はみんぐ」と称する読者からの楽曲にまつわるエピソードを募る「お便りコーナー」が設けられた。なお、1994年度までは、巻頭各楽曲の歌詞ページに作詞家・作曲家どちらかによる楽曲への思い入れをコメントしたコラムが存在した。
2012年度後半から始まった『みんなのうたリクエスト』放送曲は曲名と放送日のみ掲載、楽譜と歌詞は掲載されない。なお2016年10月 ー 2017年度、2018年8月から表紙に再放送曲が記載されなくなる。2017年度からはラジオのみの再放送曲は歌詞だけ掲載し、楽譜は掲載されない事に変更されたが、2019年度からラジオのみ再放送曲のうち2曲だけ（主に発掘プロジェクト曲）、当時のテキストに掲載された楽譜を掲載することとなった。なお再放送曲を大増加した2021年 2 - 3月号からは、テレビ再放送曲の楽譜は2分強作品の中から8曲分だけになった。なおインターネット上にある楽譜販売サイトにはラジオのみの再放送曲の楽譜も販売しており、そこから入手することが可能である。
裏表紙などに広告欄があり、レコード会社による番組で放送される楽曲のオリジナル音源のCDや、それとは無関係であるものの、番組のコンビレーションアルバムなどの告知、音楽学校（武蔵野音楽学園など）、楽器メーカー（2013年時点では鈴木楽器製作所、従来は河合楽器製作所のボストンピアノ、ヤマハの鍵盤楽器）、自社（日本放送出版協会の書籍紹介）、家電メーカー（日本ビクター（現・JVCケンウッド）のステレオ）が出稿している。巻末には編集部による、NHK番組の主題歌・サウンドトラックのCDを紹介するコーナーがある。
実際には放送開始月の前月18日頃に発売されるため、ごく最近になって番組公式サイトで予め次の（隅月）放送内容を紹介される様になるまでは、先行で次月放送内容を把握することができる公式な唯一の情報源であった。また、書店では語学番組のNHKテキストと異なり、他の教養番組テキストと同等に入荷数を少数にしている傾向が高く、品切れになっても追加発注を行わない場合が多い。
国会図書館では、1990年度から1996年6・7月号までと、2002年6月・7月号から最新刊までが納本・所蔵されている。1996年8・9月から2002年4・5月号の間は、理由は不明であるが「欠本」であり、この期間の資料は閲覧ができない。

## 関連商品

### 楽譜
- NHKテキストの楽譜を再構成した「NHKみんなのうた楽譜集」が1970年代から1989年までに全29集刊行されている。刊行期間中に放送された楽曲がほとんど（再放送が全く行われていない楽曲も）収録され、資料的価値が高い。ただし、外国曲（管理楽曲）が掲載された本については、音楽出版社への使用許諾契約の関係から初版が重版されず、該当曲を除外させる編集を施したうえで新版として刊行されたものがある。
- 水星社編による楽譜集も1960年代から1980年代末まで音楽之友社から刊行された。この中には、前述の「NHKみんなのうた楽譜集」には掲載されていない楽曲や、同じNHK放送の子供向け音楽番組『歌のメリーゴーラウンド』などで紹介された楽曲が掲載されている。また、第1巻には本編中、第2巻から第6巻までは冒頭に、当時の映像の一部が掲載されており、現在では見る事が出来ない映像の写真が拝見出来、貴重な資料となっている。
- 1970年代より、水星社・ドレミ楽譜出版社などから、楽曲を選り抜いて収載した「ベスト集」が現在まで断続的に刊行されている。

### CDアルバム
- NHK・NHKエンタープライズの協力（監修）ないしは版権借受の元、NHK『みんなのうた』タイトルのコンピレーション盤が、複数のレコード会社によって企画制作・発売されている。収録曲は番組で放送された作品であるが、#歌い手が他のレコード会社と専属契約をしている場合などは、放送で使用されたオリジナル版の使用に際して費用（原盤利用に関わるライセンス料など）が発生するため、レコード会社側で独自に編曲・演奏させた別の歌手によるカバー版が収録されることが多い。この場合は放送で使用された1コーラスのみ収録となる楽曲がある。
- CDショップではJ-POPのコンピレーション・アルバム（オムニバス）ではなく、「子供向け音楽」、「キッズ」などと称するジャンルに分類され、童謡や、NHK『おかあさんといっしょ』などの幼児向けテレビ番組のサウンドトラックと合わせて陳列されていることが多い。J-POPアーティストとして活動していない歌い手によるシングルCD（いわゆる企画盤）についても同様に扱われることが多い。
- 2011年4月27日に、放送開始から50周年を記念して、キングレコード、ソニー・ミュージックダイレクト、日本コロムビア、ビクターエンタテインメント[注 20]、ポニーキャニオンの5社共同企画として「NHKみんなのうた 50 アニバーサリー・ベスト」が、各社から2枚組（全40曲収録、10枚、計200曲収録）で発売された。このシリーズには、ほぼ全曲が放送と同じオリジナル歌手による音源（一部レコード用の別テイクを含む）で、過去のCDアルバムに未収録の楽曲や、初収録の楽曲などが収録されている。
- 2016年4月27日に、放送開始から55周年を記念した第2弾「NHKみんなのうた 55 アニバーサリー・ベスト」が、同5社から各1枚全25曲ずつ収録（5枚、計125曲収録）で発売された。このシリーズでは、重複を避けるために、50周年のCDアルバムに収録されなかった楽曲や、50周年以降に放送された新曲なども収録されている。このシリーズから、ジャケット写真の背景の色が各レコード会社別で色分けされるようになった。
- 各レコード会社で異なるジャケット写真の背景の色分けは、以下の通り。

| キングレコード                 | 黄色   |
| ソニー・ミュージックダイレクト | 緑     |
| 日本コロムビア                 | 赤     |
| ビクターエンタテインメント     | ピンク |
| ポニーキャニオン               | 青     |

- 2021年5月19日に、放送開始から60周年を記念した第3弾「NHKみんなのうた 60 アニバーサリー・ベスト」が、同5社から各1枚ずつ（5枚、計117曲収録）発売された。このシリーズから、「みんなのうた」のタイトルロゴが公式と同じ色になった。このシリーズでは、50周年と55周年のCDアルバムに収録されなかった楽曲や、55周年以降に放送された新曲なども収録されている。各レコード会社別のジャケット写真の背景の色分けは55周年と同じ。
- エイベックス、ユニバーサルミュージック、ワーナーミュージック・ジャパン、徳間ジャパンコミュニケーションズ、テイチクエンタテインメント、日本クラウンなどの、単独で参加していない会社や、外部の音楽出版社・芸能事務所・歌手本人などに原盤権がある作品は、上記5社発売分に振り分けて収録されている。また、上記5社の制作した作品でも、相互に音源貸与の上で他社分に収録される場合がある[注 21]。

#### 2000年代以降から現在も制作・発売しているレコード会社
コロムビアミュージックエンタテインメント・日本コロムビア
- 1980年代からレコード盤・CD・CTで制作・発売開始。
- コンスタントにCDアルバムを発売している（新曲収録アルバムを年間2作程度＋3年程度おきに旧楽曲を収録した廉価ベストアルバムシリーズ）。基本的にアルバムタイトルに1曲目の曲名が含まれている。
- 概ね1993年以降に放送された楽曲の大半が今まで収録されている。ジャケットデザインはほとんどのアルバムで、放送で使用された映像（アニメ・実写）の静止画カットを複数使用しているのが特徴。子供向け音楽の制作部門が担当しており、歌詞は丸ゴシック体表記で漢字にルビが付けられている。
- コロムビア所属歌手以外の楽曲については、楽曲によっては自社によるカバー版だけでなく、原盤貸与によりオリジナル歌手の音源（エイベックス・徳間ジャパンコミュニケーションズ・テイチクエンタテインメントなどから提供）が収録されることがある。
- 『北風小僧の寒太郎』については、堺正章がコロムビアに在籍していた時期の録音だが、放送用のモノラル録音版しか存在していないためか、大倉正丈（当時：こおろぎ'73）によるカバー版を収録している。なお、堺はビクターに移籍後の2008年に再録音しているため、上記のアニバーサリー・ベストでは再録音版がビクター発売盤に収録されている。
- 収録曲のタイトルと、ジャケットの映像は、原則としてテレビ版『みんなのうた』から使用されているが、『おもいでのアルバム』（1981年にダークダックス、1982年に芹洋子が歌唱）は1979年にテレビ朝日の子供番組『とびだせ! パンポロリン』で放送されたかおりくみこ・中井幹子・コロムビアゆりかご会が歌唱した際のタイトル「思い出のアルバム」と記載、そしてジャケットに記載された画像は『みんなのうた』で使用された鈴木康彦版ではなく、『パンポロリン』で使用されたひこねのりお版を使用した。

キングレコード
- 1960年代からレコード盤・CDで制作・発売開始。
- 代表的なアルバムはレコード・CD（1984年以降）で発売された「NHKみんなのうた より」シリーズで、32巻（1995年6月発売）まで最新の楽曲を押さえた制作が行われ、計350曲以上が収録された。放送初期から1994年までに放送された楽曲の大半は網羅している。ジャケットデザインは収録されている1曲の静止画カットを表面（表紙）に1カット使用している。
- 1991年に上記アルバムから1989年までの楽曲を選り抜いた「NHKみんなのうた より 大全集」がCD全10巻で発売され、2010年現在も流通在庫限りで入手が可能である。
- 1996年以降は過去に制作された楽曲と、カバーで新録した最新曲数作品を収録した2枚組の「NHKみんなのうた ベスト」（ベストアルバム）の発売が主だっている（放送時のオリジナル歌手がキングレコード〈スターチャイルドを含む〉所属の場合は、オリジナル版やセルフカバー版が収録される場合あり）。

ポニーキャニオン
- 1970年代後半から1980年代中盤にLP盤で発売した「NHKみんなのうた」アルバムの内容と、1990年代以降の所属歌手によるオリジナル曲を収録した2枚組CDアルバム「NHKみんなのうた ベスト」を2007年・2009年に発売。

エイベックス
- 2003年に1990年代以降の楽曲を全曲オリジナル版（東芝EMI所属歌手の曲が多い）で収録したアルバム「NHKみんなのうた 音楽集」を発売。
- 2009年に独自企画による「英語でうたおう NHKみんなのうた」（全曲英語で歌唱。オリジナルの歌手の比率が高い）も発売している。
- 自社制作の曲では、日本コロムビアなど他社のベストアルバムに音源を提供することがある。

キューン・ソニー
- 1997年に全曲オリジナル版歌手の歌唱による楽曲を収録コンセプトとした「NHKみんなのうた さとうきび畑」を発売（新録の「さとうきび畑」とシングル版音源使用の「スシ食いねェ!」は放送時と編曲が異なる）。ソニーレコードが原盤保有する楽曲がほとんどであるが、ラジオ放送時のモノラル音源による「小犬のプルー（本田路津子）」「ついてないときのうた（中山千夏とデューク・エイセス）」も所収されている。ジャケットデザインはCDオリジナルのイラストで、ライナーノーツにはCD制作スタッフによるアルバム企画に当たってのこだわりと番組の概説が記述されており、他社既発のアルバムとは一線を画した大人指向の強い作品となった。
- 1999年に続編となる「NHKみんなのうた 僕は君の涙」を発売。
- 2002年に「絆」にまつわる楽曲を選曲テーマとした「NHKみんなのうた 絆-き・ず・な-」を発売。

ユニバーサルJ
- 「NHKレコード」レーベルで1970年 - 1980年代前半に発売されたLP盤の楽曲を中心に構成した「NHKみんなのうた ベストセレクション」を2006年に発売。2010年11月に廉価版で再発売。

#### 1990年代まで制作・発売していたレコード会社
ビクターエンタテインメント
- 晴山さおり（「一円玉の旅がらす」「出世音頭だよ!」）・「うたはともだち（札幌こどもミュージカル）」、チェリッシュ（「雪うさぎ」など）と、田中星児の楽曲（「エトはメリーゴーランド」など）などビクター所属アーティストについてはオリジナル版で収録されている。

アポロン音楽工業
- 「はみがき音頭（TARAKO）」がオリジナル版で収録されている。

### DVD
2004年に「NHKみんなのうた DVD-BOX」が12枚組で発売され、2011年に「NHKみんなのうた DVD-BOX2」が5枚組で発売された。

## 放送時間
- 1969年4月7日 - 1979年3月31日および1984年4月2日 - 1988年4月2日には総合テレビ月曜 - 土曜 17:55 - 18:00にも放送されていた。当時その前後の時間帯は子供向け番組であった。
- また、2010年3月までの月曜 - 土曜 9:55 - 10:00枠は、1976年から1997年まで『おかあさんといっしょ』と連続していた時間帯である。この枠は本来は幼児の視聴者にあわせた時間帯だったが1998年にその枠が無くなり、『みんなのうた』がその名残りで独立した。
- 一時期、総合テレビでは新曲、Eテレでは再放送曲と放送波により分けられていたこともあったが、現在は全放送波で新曲・再放送曲がほぼ完全に混成した編成となっている。
- テレビ放送の場合、放送時間はアナログ・デジタル共通。ただし、マルチ編成の時間帯（デジタル教育テレビのみ）はメインチャンネルでの放送（サブチャンネルでは放送なし）。
- 2000年代前半まではラジオ第1やFMの11:50 - 12:00、18:50 - 19:00のローカル枠の時間帯のうち、放送局によっては前半の5分間を『音の風景』と1日おき（ラジオ第1は日・月・水・金。FMは火・木・土）に放送されたこともあった（その場合、2波とも同時ではなく一方は『みんなのうた』、もう一方は『音の風景』というパターンだった）。現在11:50 - 11:55枠については、土曜日はFM。日曜日はラジオ第1放送で放送され、火・木も祝日にあたる場合やラジオ第1放送で国会中継がある場合に限りFMで放送される（ただし、土日祝11:50 - 11:55枠は11:55から気象情報・交通情報を放送する地域と、IPサイマルラジオサービス2者（NHKネットラジオ らじる★らじる、および、radiko）に向けた裏送り番組となっている）。
- 教育の平日18:55 - 19:00枠は2010年3月26日で、総合の平日? 9:55 - 10:00枠とNHK教育の火 - 木曜日14:50 - 14:55枠は同年3月25日で終了した。教育では、2010年3月29日 - 2012年3月28日には月 - 木曜日に19:50 - 19:55枠が、2010年4月2日 - 2011年3月25日には金曜日19:55 - 20:00枠が放送されていた（2011年5月18日以降はNHK Eテレ）。
- 2021年度まででは仙台局では一時期水曜16:00 - 16:05はやっぺえたいそうに差し替えられた。
- 2020年3月から開始されたNHKプラスでは一部楽曲は同時ネット配信のみで見逃し配信は行われない場合があるが、偶数月には隔月1日に見逃し配信を行う。

## みんなのうた放送曲一覧
- みんなのうた放送曲一覧
- みんなのうた年度別放送楽曲一覧 (1960年代)
- みんなのうた年度別放送楽曲一覧 (1970年代)
- みんなのうた年度別放送楽曲一覧 (1980年代)
- みんなのうた年度別放送楽曲一覧 (1990年代)
- みんなのうた年度別放送楽曲一覧 (2000年代)
- みんなのうた年度別放送楽曲一覧 (2010年代)
- みんなのうた年度別放送楽曲一覧 (2020年代)